# Троекуров, Семён Михайлович
Князь Семён Михайлович Троекуров по прозванию Агиш-Тюменский (XVI век) — ярославский князь, московский дворянин во времена правления Ивана IV Васильевича Грозного.

## Биография
Из княжеского рода Троекуровы. Родоначальник угасшего княжеского рода Троекуровы-Тюменские. Третий из четырёх из сыновей князя Михаила Львовича по прозванию "Троекур", родоначальника князей Троекуровых. Имел братьев, князей: боярина Ивана Михайловича Троекурова, Василия Михайловича упомянутого годовавшим в 1499 году в Полоцком остроге и близнеца Михаила Михайловича.
Князь Семён Михайлович носил прозвище «Тюмень», из-за чего некоторые родословные ошибочно выводят от него князей Тюменских.  Про него известно только, что он в 1551 году написан одиннадцатым во вторую статью московских дворян.
От брака с неизвестной имел детей, князей: Романа и Василия Семёновичей.

## Критика
По поколенной росписи Русской родословной книге А.Б. Лобанова-Ростовского князь Семён Михайлович показан бездетным. По родословной книге М.Г. Спиридова у него два сына, князя Роман и Василий Семёновичи.